# Грибаново (Пермский край)
Грибаново — деревня в Пермском районе Пермского края. Входит в состав Лобановского сельского поселения.

## География
Деревня расположена на правом берегу реки Мулянка. Ближайшая железнодорожная станция — Мулянка, находится в 2,5 км к юго-востоку от деревни. Грибаново находится примерно в 6 км к юго-востоку от административного центра поселения, села Лобаново и 23 км к юго-востоку от Перми.

## Население
| 2010 |
| ---- |
| 10   |

## Топографические карты
- Лист карты O-40-77 Юг. Масштаб: 1 : 100 000. Состояние местности на 1983 год. Издание 1985 г.